# Casa das Canoas
Casa das Canoas – willa znajdująca się w dzielnicy São Conrado w brazylijskim mieście Rio de Janeiro. Budynek został zaprojektowany przez Oscara Niemeyera na własne potrzeby mieszkalne.

## Budynek
Oscar Niemeyer zdobył sławę jako projektant budynków użyteczności publicznej. 
Duży wpływ na kształt domu architekta wywarły koncepcje Ludwiga Miesa van der Rohe, dyrektora Bauhausu. Casa dos Canoas został zaprojektowany w 1951, a wybudowany z żelazobetonu, stali i szkła w 1953 roku, w dzielnicy São Conrado, wchodzącej w skład aglomeracji Rio de Janeiro i wkomponowany w ogród. Nazwa pochodzi od ulicy, przy której się znajduje. W przeciwieństwie do projektów Miesa van der Rohe, geometria budynku została złagadzona pofalowanym dachem i linią ścian zewnętrznych. Związek z otoczeniem podkreślają silnie przeszklone ściany, tylko pozornie oddzielające dom od ogrodu oraz ułożone w pobliżu okien głazy.
Pomieszczenia mieszkalne urządzono w zapewniającej prywatność niższej kondygnacji, z oknami na ogród, zaś salon zajmuje przeszkloną część nadziemną.

## Zabytek
W setną rocznicę urodzin Niemeyera Casa dos Canoas znalazł się wśród obiektów zaprojektowanych przez niego, które zostały wpisane na listę zabytków prowadzoną przez Instituto do Património Historico e Artístico National. Budynek jest udostępniony do zwiedzania i mieści m.in. oryginalne wyposażenie oraz wystawę poświęconą architektowi.